# Alain Mounier
Pour les articles homonymes, voir Mounier.
Alain Mounier, né le 4 octobre 1958 à Aubenas, est un dessinateur de bande dessinée français. Il a aussi écrit et dessiné des bandes dessinées érotiques sous le pseudo de Ardem.

## Décoration
- Médaille d'honneur du service de santé des armées, échelon bronze[2]

## Œuvre

### Albums
Sauf précision, lorsqu'un collaborateur est indiqué, Mounier est le dessinateur et son collaborateur le scénariste.
- D'un Enfer à l'autre, Glénat, collection « Astéroïdes », 1983  (ISBN 2-7234-0310-6).
- Le Solitaire, avec Roger Brunel, Glénat :

1. Tomah, 1985  (ISBN 2-7234-0608-3).
2. Dan, 1987  (ISBN 2-7234-0766-7).
3. Tatanka, 1990  (ISBN 2-7234-1129-X).

- Tango, avec Frank Giroud, Glénat, 1990  (ISBN 2-7234-1128-1).
- Dock 21, avec Rodolphe, Dargaud :

1. L'Abîme du temps, 1992  (ISBN 2-205-04068-5). Album renommé Dock 21 lors de sa réédition Albin Michel en 2002  (ISBN 2-226-13117-5).
2. Je suis un Autre, 1993  (ISBN 2-205-04128-2).
3. La Maison du Docteur Boogie, 1994  (ISBN 2-205-04229-7).
4. La Colline aux yeux de Buick, 1998  (ISBN 2-205-04303-X)[3].
5. La Marque de Jeffrey, 1999  (ISBN 2-205-04698-5).
Série renommée Les Abîmes du Temps à son passage chez Albin Michel :
6. Le Monde truqué, 2003  (ISBN 2-226-13729-7).

- Master : Les Jeux de la mort, avec Rodolphe, P&T Production, 1998  (ISBN 2-8726-5070-9).
- Exit, avec Bernard Werber, Albin Michel :

1. Exit, 1999  (ISBN 2-226-10451-8).
2. Le Deuxième Cercle, 2000  (ISBN 2-226-11474-2).

- Le Décalogue, Glénat, collection « Grafica » :

6. L'Échange, avec Frank Giroud, 2002  (ISBN 2-7234-3438-9).
HS. Un chapitre dans Le XIe commandement, avec Frank Giroud et Luc Révillon, 2003  (ISBN 2-7234-4479-1).
- Une folie très ordinaire, avec Christian Godard (six autres dessinateurs collaborent à cette série, chacun dessinant l'histoire selon le point de vue d'un personnage), Glénat, collection « Bulle noire » :

1. Lewis Anderson, 2002  (ISBN 2-7234-3427-3).
2. Ewane Nagowitch, 2002  (ISBN 2-7234-3441-9).
3. Frazer Harding, 2003  (ISBN 2-7234-3600-4).
4. Elmer Tanner, 2004  (ISBN 2-7234-4015-X).

- Mourir au paradis, avec Pierre Christin, Dargaud, collection « Long Courrier », 2005  (ISBN 2-205-05093-1).

- Box, Bamboo, collection « Grand Angle » :

1. Résurrections, 2006  (ISBN 2-915309-96-5).
2. Miracles, 2007  (ISBN 978-2-350-78326-0).
3. Oseras-tu ?, 2009  (ISBN 978-2-350-78608-7).

- Empire USA, Dargaud :

2. Tome 2, avec Stephen Desberg et Yann, 2008  (ISBN 978-2-505-00397-7).
10. Saison 2 - Tome 4, avec Stephen Desberg, 2011  (ISBN 978-2-505-01141-5).
- L'Ambulance 13, avec Patrick Cothias et Patrice Ordas (puis ce dernier seul à compter du tome 5), Bamboo, collection « Grand Angle » :

1. Croix de sang, 2010  (ISBN 978-2-8189-0167-0).
2. Au nom des hommes, 2012  (ISBN 978-2-8189-0913-3).
3. Les braves gens, 2013  (ISBN 978-2-8189-2219-4).
4. Des morts sans nom, 2014  (ISBN 978-2-81892-538-6).
5. Les plumes de fer, 2014  (ISBN 978-2-81893-211-7).
6. Gueule de guerre, 2015  (ISBN 978-2-81893-450-0).
7. Les Oubliés d'Orient, 2016  (ISBN 978-2-81894-016-7).
8. D'un enfer, l'autre, 2018  (ISBN 978-2-8189-4293-2).